# Petra (série télévisée)
Pour les articles homonymes, voir Petra.
Petra est une série télévisée italienne diffusée depuis le 14 septembre 2020 sur la Sky Atlantic. Elle est basée sur le personnage de Petra Delicado d'Alicia Giménez-Bartlett.
En France, la série est diffusée à partir du 21 février 2021 sur 13e rue. Elle reste inédite dans les autres pays francophones.

## Synopsis
Les enquêtes de l'inspectrice Petra Delicato se déroulent à Gênes.

## Distribution

### Acteurs principaux
- Paola Cortellesi : Petra Delicato
- Simone Liberati (it) : Lorenzo
- Riccardo Lombardo (it) : Corona
- Andrea Pennacchi (it) : Antonio Monte
- Diego Ribon (it) : Nicola
- Antonio Zavatteri (it) : Pessone

## Épisodes

### Première saison (2020)
1. Rites mortuaires (Riti di morte)
2. Le Jour des chiens (Giorno da cani)
3. Les Messagers de la nuit (Messaggeri dell'oscurità)
4. Meurtres sur papier (Titre original : Morti di carta)

### Deuxième saison (2022)
1. Un nid de vipères (Serpenti nel paradiso)
2. Une cargaison de riz (Un bastimento carico di riso)
3. Un carnaval diabolique (Carnevale diabolico)
4. Un monde cruel (Nido vuoto)